# Dragutin Tadijanović
Dragutin Tadijanović (Rastušje, 1905. november 4. – Zágráb, 2007. június 27.) horvát költő, műfordító, a Jugoszláv Akadémia Irodalmi Intézetének igazgatója, a Horvát Írószövetség elnöke, az irodalmi Nobel-díj jelöltje, Zágráb város díszpolgára volt.

## Élete és pályafutása
Dragutin Tadijanović 1905. november 4-én született a Bród közelében fekvő Rastušjében, Emerik (Mirko) Tadijanović és Magdalena (Mande) Kegljen hat gyermeke közül a legidősebbként. A szomszédos, ma már Bródhoz tartozó Podvinje falu alsó népiskolájába járt (1912-1916), a felső népiskola ötödik osztálynak és hatodik osztályának első félévét Bródban végezte (1916-1918), majd átment a Bródi Reálgimnázium második osztályába. 1920 őszétől a bródi kolostorban élt. Már a gimnázium ötödik osztályos tanulójaként írt verseket. 1925-től a Zágrábi Egyetem Közgazdaság- és Erdőtudományi Karán erdészetet tanult (1925), de később átkerült a filozófiai karra (délszláv irodalom- és filozófiatörténet, 1928). 1937-ben szerzett oklevelet a Zágrábi Egyetem Filozófiai Karán.

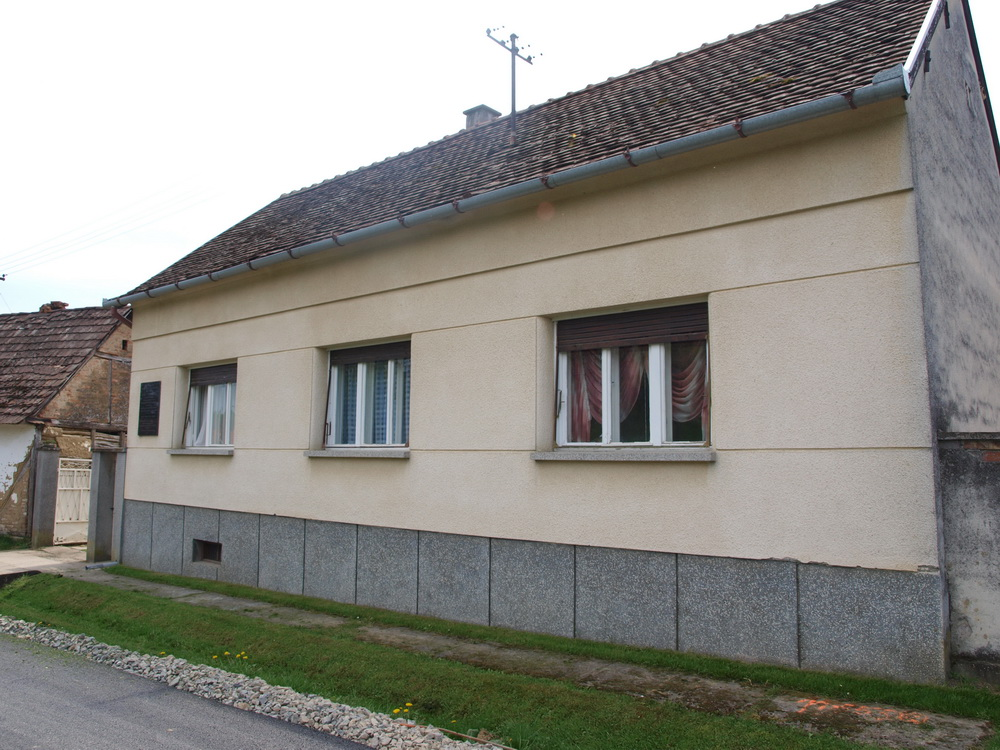
Tadijanović szülőháza Rastušjén

1935 és 1940 között a „Narodne novine” folyóirat szerkesztőjeként dolgozott, majd a Horvát Banovina vezető oktatási tisztviselőjeként, valamint a zágrábi Képzőművészeti Akadémia részmunkaidős tanáraként (1939–1945) dolgozott. A Zora kiadónál szerkesztője volt a Horvát írók műveinek és a Matica hrvatska horvát költők című kiadványának. 1973-ig (nyugdíjba vonulásáig) a Jugoszláv Tudományos és Művészeti Akadémia (JAZU) Irodalmi Intézetének igazgatója volt. 1964 és 1965 között a Horvát Írószövetség elnöke volt. Háromszor jelölték irodalmi Nobel-díjra (1996, 1997, 2005). Mielőtt 101 éves korában meghalt, a horvát történelem leghosszabb életű írói közé tartozott, és nemzedékeknek kellett verseit tanulniuk az iskolában. Utolsó pár születésnapját országos TV-ben készült riportok, díjak és egyéb különleges események jellemezték, megemlékező ceremóniáját pedig a Zágrábi régi városházában tartották, amelyen részt vett Zágráb polgármestere és más politikai és kulturális tisztviselők.

## Irodalmi tevékenysége
Első költeményét „Tužna jesen” (Szomorú ősz) címmel az Omladina diáklapban Margan Tadeon álnéven jelentette meg 1922-ben, majd saját nevén 1930-ban kezdett publikálni a Književnikben („Pjesma mom srcu”) és a Hrvatska revijában („Jednostavne pjesme o ljiljanima”), valamint a Lirika setorica című közös verskötetben. Mintegy húsz kötetben összesen mintegy 500 verset publikált, emellett több kiadást szerkesztett saját válogatott és összegyűjtött műveiből.

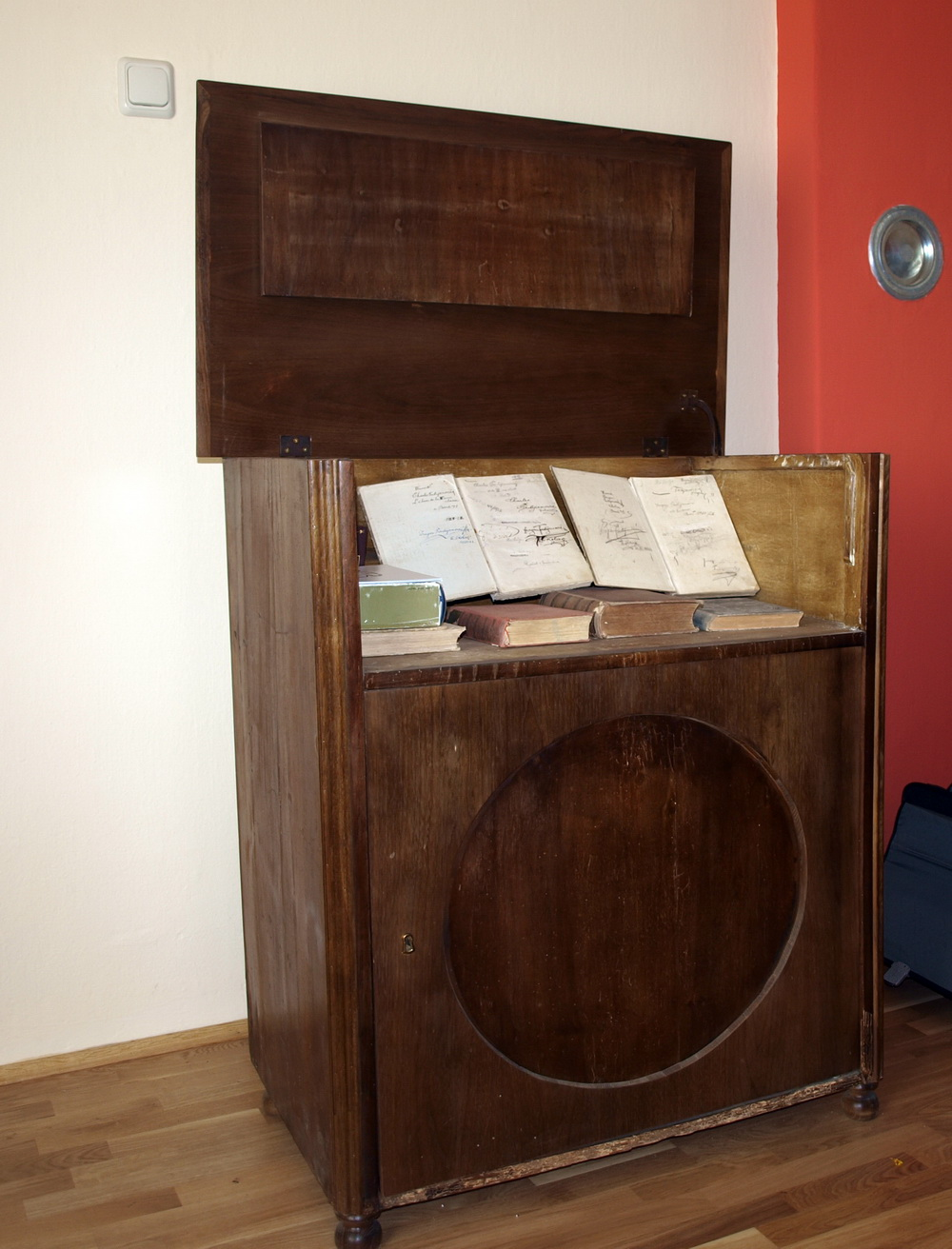
Tadijanović íróasztala, amelyen első verseit írta

Az ún. társadalmi irodalomban ahelyett, hogy ragaszkodott volna bármilyen irányzathoz, Tadijanović egyszerű és depaterizált beszéddel az intim és anyanyelvi témákat választotta. Az élet tényeit csupasz megjelenésükben értékelve öntudatlanul (kifejező és képi szinten, de szemantikai szinten nem) közel került a naivitáshoz és „a művésznek a világgal való egyensúly megteremtésének lehetőségébe vetett hitéhez”. Bár költészetének hetven évében a motívum- és témaválasztásban, a lírai alany vagy az expresszív repertoár státuszában nincs jelentős változás, vagyis nincsenek radikális törések, és még a fogadtatásban sincsenek nagy ingadozások, Tadijanović viszonylag kiterjedt és egységes életműve mégis több jellegzetes szakaszra osztható:
Az elsőben (1920-35) a szülőfaluját elhagyó és Zágrábba költöző fiatal költő mitikusan kötődik a természethez és a gyermekkorhoz. Ida tartoznak „Visoka žuta žita”, „Lelija”, „Žene pod orahom”, „Dugo u noć, u zimsku bijelu noć”, „Daleko su od mene oranice”, „Htio bih pokidati žice”, „Sunce nad oranicama”, „Da sam ja učiteljica” és „Moja baka blagosilje žito” című költeményei, melyekben az elveszett gyermekkor hitelességét, mint archetipikus értéket ábrázolja. Az anyanyelvi kötelékek elvesztése a hovatartozás helyével való kapcsolat elvesztéseként jelenik meg, így szövegeiben a magány és az elidegenedés érzése dominál. Lényege az elveszett világ utáni vágyakozás és a visszatérés.
A második szakaszban az új korszakba való átmenet a városi és vidéki, európai és natív, múlt és jövő egyre nyilvánvalóbbá váló ellentétének a jelei, vagyis a szülőföldhöz való korábbi szentimentális kötődés és a kissé naiv romantikus arculat helyett új kapaszkodók keresése tűnik fel. A szülőföldhöz, gyermekkorhoz, termőföldhöz fűződő kötelékek elvesztése egyre inkább az élet értelmével való kapcsolat elvesztéseként jelenik meg, amellyel a költő nemcsak az emberi élet egzisztenciális, hanem ontológiai oldalát is megérinti. A szülőfalu, Rastušje egy egyszerű és boldog világ idealizált és elérhetetlen képévé nő, az intim krónika szerzője pedig egy stilizált költői szövegben talál új menedéket.
Sok év (1945–51) csendjét megtörve az „Elegijom o pjesniku koji nije dugo godina pjevao” (Elégia egy költőről, aki hosszú évek óta nem énekel, 1953) című művével Tadijanović lírai mondanivalója pontosabbá és explicitebbé válik, a lírai szubjektum kritikusan eltávolodik, ironikus, szkeptikus és rezignált, feltűnés nélkül meditatív és kontemplatív, de még mindig idegen a képzelettől és a kísérletezéstől, gyakran ironikus és önkritikus. Figyelme most új, elsősorban városi és metapoétikai-intertextuális tartalmak felé terelődik. Ide tartoznak a „Prsten”, „Kad me više ne bude”, „Na grobu George Trakla”, „Ljudski vijek”, „Želiš li napisati pjesmu”, „Razgovor sa sjenom visoke planine”, „Sjeni Julija Klovića” című költeményei. A „Prijateljstvo riječi” (1981) című kötetével a költő szakított költészetének idealizált, bukolikus jellegével, a „Kruh svagdanji”val (1986) pedig teljesen megszakította a közvetlen kapcsolatot Rastušjéval. Első szakaszának vitalizmusa azonban, amely az élmények megismételhetetlenségének tudatával nyilvánult meg, továbbra is aktív. 
Összegezve Tadijanović alapvetően hű maradt kiindulópontjaihoz. Folytatva a szabadvers hagyományát, megváltoztatta a tonális vers mesterséges prozódiáját, átirányította a beszélt verstípus felé, a mindennapi beszéd hiteles költője maradt. Különös szerepet szánt a versalkotásban a szüneteknek és a melléknevek stílusos elhelyezésének, szókincse pedig egyszerű és választékos, stílusa anekdotikus és lapidáris, mely a Biblia, a népdalok és Šimić, Leopardi és Hölderlin hatására alakult ki. Mindez hozzájárul versszövegeinek kommunikatívságához, amelyet a modern költészet éppen elveszített. A mindennapi egzisztenciális kérdések, a gyakran banális élmények és helyzetek iránt nyitott hozzáállással költészetté változtat mindent, amihez hozzányúl, kizárólag a világhoz fűződő affektív viszonyának intenzitásán keresztül ér el meditatív mélységet. Versszövegeinek népszerűségét a maga módján bizonyítja a szakmai és a legszélesebb olvasóközönség folyamatos érdeklődése, valamint könyveinek számos ismételt kiadása. Versesköteteit és egyes verseit húsz nyelvre fordították le. Műveit Łucja Danielewska lengyel író és műfordító fordította le horvátról lengyelre 1996-os Żywe zróża című antológiájában. A Horvát Tudományos és Művészeti Akadémia (HAZU) 2008-ban a költészetben nyújtott életműért kiadott díjat nevezett el róla.

## Főbb művei
- Pepeo srca (1936.)
- Dani djetinjstva (1937.)
- Tuga zemlje (1942.)
- Pjesme (1951.)
- Blagdan žetve (1956.)
- Gost u Vučedolu (1957.)
- Srebrne svirale (1960.)
- Prsten (1963.)
- Večer nad gradom (1966.)
- Pjesme i proza  (1969.)
- Poezija (1973.)
- Vezan za zemlju (1974.)
- Sabrane pjesme (1975.)
- San (1976.)
- Prijateljstvo riječi (1981.)
- Svjetiljka ljubavi (1984.)
- Moje djetinjstvo (1985.)
- Kruh svagdanji (1987.)
- More u meni (1987.)
- Dom tajnovitosti (1993.)
- Čarolije (1994.)
- Sabrana djela I.-V., Zagreb, 1988., (2. izdanje, 1995.)
- Devedeset i devet pjesama i još jedna, Zagreb, 2004.
- Neprolaznost prolaznosti, Zagreb, 2004.
- Srebrne svirale, Zagreb, 2004.
- Sabrane pjesme 1920. – 2005., Zagreb, 2005.
- Sabrana pisma 1922. – 2005., Zagreb, 2005.
- Ostani, ostani uza me, Zagreb, 2005.

### Fordítói és szerkesztői munkássága
Nezvalt, Goethét, Hoelderlint, Novalist, Heinét és másokat fordított, valamint horvát írók (Kranjčević, Matoš, Vidrić, Polić Kamov, Ujević, Ivan Goran Kovačić és mások) összegyűjtött műveiből szerkesztett nagyszámú kiadást.

## Fordítás
Ez a szócikk részben vagy egészben  a   Dragutin Tadijanović című horvát Wikipédia-szócikk ezen változatának fordításán alapul.  Az eredeti cikk szerkesztőit annak laptörténete sorolja fel. Ez a jelzés csupán a megfogalmazás eredetét és a szerzői jogokat jelzi, nem szolgál a cikkben szereplő információk forrásmegjelöléseként.